# Perth Mint
La Perth Mint (« Monnaie de Perth ») est la Monnaie officielle de l'Australie (équivalent australien de la Monnaie de Paris) et appartient à 100 % au gouvernement de l'Australie-Occidentale. Elle est le plus grand transformateur au monde d'or nouvellement extrait, et vend de l'or (y compris sous forme de pièces de collection en or et bijoux), ainsi que de l'argent (en pièces ou lingots) et du platine.

## Histoire
Fondée le 20 juin 1899, deux ans avant la création de la fédération de l'Australie en 1901, la Perth Mint est la dernière des trois branches coloniales australiennes de la Royal Mint au Royaume-Uni (après les défuntes Sydney Mint (en) et Melbourne Mint (en)) destinées à affiner l'or de la ruée vers l'or et frappe les souverains d'or pour l'Empire britannique.
Avec la Monnaie royale australienne, qui produit des pièces du dollar australien, la Perth Mint est la plus ancienne des deux monnaies qui émettent des pièces à cours légal en Australie (dont le nugget australien depuis 1986).

## Doutes, controverses et questions éthiques
Un vol important de 49 lingots d'or (68 kg d'or) de la Perth Mint a eu lieu en juin 1986. Cet or a simplement été achetés 653 000 dollars de l'époque (environ 6 millions de dollars au cours de 2923), par trois acheteurs ayant utilisé des chéquiers volés. Le vol et l'affaire juridique complexe qui a suivi ont attiré l'attention des médias. Une enquête trouble a accusé du vol un trio de frères (Ray, Peter et Brian Mickelberg) qui seront condamnés à de la prison. Bien plus tard, l'un des deux policiers chargés de l'affaire (Anthony Lewandowski) avouera qu'avec son collègue Hancock, ils avaient fabriqué les « aveux » de Peter Mickelberg puis continué à mentir et à fabriquer de fausses preuves les années suivantes. Cet aveux a été fait après que son collègue Don Hancock ait été assassiné, en 2002, dans un attentat à la voiture piégée et qu'un inconnu ait renvoyé une partie de l'or volé en affirmant que les frères était innocent de ce vol.
Les policiers avaient utilisé des photographies incriminantes trouvés chez Brian Pozzi (ami de Ray Mickelberg) liant les frères (et leur mère) à une autre escroquerie ; celle de la fausse pépite de plus de 11 kg « la Rose jaune du Texas » (montrée dans le téléfilm The Great Mint Swindle de Channel 9), prétendument découverte près de Kalgoorlie par un couple de prospecteurs âgés qui s'avéreront avoir menti : des journalistes avaient été attirés à l'aéroport de Jandakot pour un scoop ; là un avion léger piloté par Brian Mickelberg atterrissait, et en sortaient une femme qui, avec son mari prétendaient avoir trouvé cette énorme pépite, ensuite évaluée par la Perth Mint comme contenant 94 % d'or, et évaluée à plus de 200 000 dollars. Elle a ensuite été vendue à un escroc du monde de la finance (Alan Bond) pour 350 000 $ alors qu'elle en valait bien moins. Elle aurait été fabriquée pour en réalité promouvoir une entreprise de tourisme d'aventure et de prospection d'or que le groupe d'apprêtait à lancer. Les quatre membres de la famille Mickelberg avaient alors été emprisonnés, une fois l'escroquerie découverte.
Plus récemment (juin 2020), une enquête lancée par l'Australian Financial Review a révélé que la Perth Mint avait acheté chaque année durant plusieurs années de l'or à un individu condamné pour meurtre en Papouasie-Nouvelle-Guinée (pour 200 000 $).
Peu après, Richard Hayes (PDG de la Perth MInt) est accusé d’avoir étouffé une affaire de corruption et d'avoir caché des allégations d'irrégularité à la West Australian Corruption and Crime Commission fin 2017. Un enregistrement secret de Hayes, conduit le services anti-corruption de l'État à lancer une enquête sur la Monnaie de Perth,, ce qui déclenche une enquête de la part de l'organisme de surveillance de la corruption en Australie-Occidentale a alors lancé une enquête,.
Puis (27 juillet 2020), deux des plus grandes banques du monde (HSBC et JP Morgan) cessaient d'acheter de l'or à la Perth Mint, invoquant une atteinte potentielle à leur réputation.
Le 10 août, la London Bullion Market Association estimait ne pas avoir connaissance d'aucun exemple sérieux d'inconduite au sein de Perth Mint.

### Controverses; paradis fiscaux, évasion fiscale, blanchiment d'argent

#### Opération Atlantide
La Perth Mint s'est associée à la banque Euro Pacific pour permettre à ses clients d'acheter de l'or.
Des sources internationales ou chargées de l'application de la loi ont confirmé en octobre 2020 que la banque Euro Pacific était la cible de l'« opération Atlantis », une enquête fiscale internationale menée par la Joint Chiefs of Global Tax Enforcement (« J5 »), un groupe de travail composé des autorités fiscales d'Australie, des États-Unis, du Royaume-Uni, des Pays-Bas et du Canada (créé après la fuite des Panama Papers en 2016). La Perth Mint aurait également été sondée par le fisc australien en janvier 2020.
Le 20 octobre 2020, l'Australian Financial Review rapporte que la Perth Mint a autorisé les clients d'une banque basée dans un paradis fiscal, qui faisait l'objet d'une enquête pour ses liens avec des syndicats mondiaux du crime organisé, à acheter plus de 100 millions de dollars d'or, sans effectuer les contrôles d'identité nécessaires pour prévenir le blanchiment d'argent. Deux ans plus tard (30 août 2022), dans le cadre de la loi de 2006 sur la lutte contre le blanchiment d'argent et contre le financement du terrorisme, et dans le cadre de l'application et de l'Instrument de règles de lutte contre le blanchiment d'argent et le financement du terrorisme de 2007, le régulateur australien des crimes financiers (AUSTRAC), a imposé à la Perth Mint un auditeur externe, chargé d'enquêter sur la manière préoccupante dont la Perth Mint respecte ses obligations en matière de détection/signalement du blanchiment d'argent. Selon le journal australien Jeweller « l’audit aurait été lancé car des fonctionnaires soupçonnent la Monnaie de ne pas avoir déclaré correctement jusqu’à 5 000 transactions ».
Perth Mint a aussi accordé le statut de concessionnaire approuvé à l'Euro Pacific Bank, des îles Vierges britanniques, et à la banque privée suisse, BFI Consulting, ; ces trois institutions étant connues pour fournir des services bancaires offshore aux clients qui cherchent peut-être à éviter les impôts ou à dissimuler la véritable propriété de leurs actifs.

#### Soupçons de blanchiment et liens avec la mafia russe
En juillet 2020, un article de l'Australian Financial Review révèle que la Perth Mint continue à travailler avec la Banque de Chypre (en tant que cliente) malgré le fait que le département d'État américain ait déclaré Chypre « juridiction majeure de blanchiment d'argent » et mis en garde contre ses liens avec les mafias du crime organisé russe.

### Violations
En septembre 2018, la Perth Mint a défendu sa décision de ne pas faire d'annonces de divulgation à l'ASX et à la Bourse de New York au motif que la violation ne concernait pas ses produits d'investissement PMGold cotés à l'ASX ou AAAU cotés au NYSE.

### Travail des enfants
Mi-2020 (juin), la Perth Mint a déclaré qu'elle cesserait de faire appel au traitement des métaux par les mineurs artisanaux et à petite échelle, après des allégations selon lesquelles elle aurait extrait de l'or en Papouasie-Nouvelle-Guinée en utilisant le travail d'enfants et l'utilisation de mercure toxique (le mercure est source d'hydrargyrisme).

### Cryptomonnaies adossées à l'or
GoldPass est une application alimentée par une technologie baptisée InfiniGold, présentée comme permettant à des investisseurs et spéculateurs d'acheter, vendre et instantanément transférer et en toute sécurité de l'or physique via des certificats numériques.

Chaque certificat est présenté comme garanti à 100 % par de l'or physique détenu à la Perth Mint et garanti par le gouvernement de l'Australie-Occidentale.
En octobre 2019, la société de numérisation des métaux précieux InfiniGold a annoncé qu'elle émettrait des Perth Mint Gold Tokens (PMGT) sur la blockchain publique Ethereum.

### Non vérification de la probité d'acheteurs «à risque»
Une enquête a montré que Dayne Brajkovich (ancien membre notoirement connu des Hells Angels et a priori « client à haut risque ») a pu en juin 2022 acheter en une seule fois pour 27 000 $ d'or dans la boutique de cadeaux de la Perth Mint, malgré la loi australienne qui exige une vérification approfondie des antécédents pour identifier les clients à haut risque et prévenir le blanchiment d'argent.

### Vente d'or adultéré
Plus récemment, la Perth Mint, supposée être garanti par l'État (en tant qu'Hôtel des monnaies officiel de l'Australie), a vendu pour 9 milliards de dollars de lingots d'or adultéré (non pur, dilué ou « dopé ») à la Chine. Le subterfuge a été découvert, et en septembre 2021, des responsables de la SGE ont allégué que deux lingots d'or contenaient trop d'argent pour être conformes aux exigences chinoises. L'enquête interne alors lancée par la Perth Mint aurait déterminé que jusqu'à 100 tonnes d'or (environ 8,7 Mds$ de lingots) devraient être rappelées de Shanghai et remplacées par un or plus pur.
La Perth Mint a cherché à étouffer l'affaire, mais sans y parvenir, car révélé par la presse australienne le 7 mars 2923. Selon la presse, la direction de la Perth Mint et le gouvernement d'Australie occidentale savaient depuis au moins un an que de l'or dilué avait été vendu en Chine via le Shanghai Gold Exchange (SGE), qui impose normalement que l'or ait une pureté d'au moins 99,99 %. Cette allégation a été démentie par Jason Waters, le directeur de la Perth Mint, qui a admis que cet or contenait un peu d'argent, faisant chuter sa pureté, tout en restant selon dans la fourchette de conformité du SGE. Jason Waters s'est ensuite (septembre 2021) déclaré en retraite anticipée pour raison de santé,.
Selon Waters, la Perth Mint utilise depuis 2021 un suivi plus fin de l'affinage de son or. Cet or est conforme à la norme du SGE. L'adultération volontaire de l'or (ou « dopage à l'or ») par adjonction dans les lingots d'une faible dose d'argent ou de cuivre est une pratique acceptée tant que le lingot reste pur à 99,99 % est maintenue « La Monnaie de Perth a commencé en 2018 à doper son or, comme mesure pour en réduire les coûts, prévoyant d'ainsi économiser jusqu'à 620 000 dollars par an - une infime fraction de ses ventes annuelles », révèle le rapport d'ABC.
Le 9 mars 2023, la London Bullion Market Association (ou LBMA, 1er organisme d'accréditation des raffineurs d'or dans le monde, dont la Perth Mint fait partie) a ouvert une enquête sur ces accusations.

### Vidéographie
- (en) ABC News In-depth ; Angus Craig, « Reportage d'investigation : The gold industry’s dirty secrets exposed » (consulté le 19 avril 2023)